# فلسطين تايمز
فلسطين تايمز، أول صحيفة فلسطينية تصدر باللغة الإنجليزية في 27 نوفمبر 2006 وترأسها عثمان فخري محمد، كانت الصحيفة شركة مملوكة لعائلة يقع مكتبها الرئيسي في رام الله. بدء العمل بتوزيعها في جميع أنحاء الضفة الغربية بما في ذلك القدس وقطاع غزة.
استهدفت الأقلية المتعلمة بشكل عام من الفلسطينيين الذين يتحدثون الإنجليزية، وكان هدفها المعلن أن تعكس جميع جوانب الحياة الفلسطينية بدقة للعالم، ولم تتلق أي تمويل من أي حزب أو فصيل سياسي فلسطيني، وتهدف إلى الاستقلال.
من أبرز الصحفيين العاملين في الجريدة الصحفي خالد عمايرة، وهو صحفي من دورا بمنطقة الخليل كان يكتب النص باللغة الإنجليزية، على عكس بعض الصحفيين الذين كتبوا باللغة العربية ثم تتم ترجمة مقالاتهم. جميع المساهمين الصحفيين في الصحيفة تقريبًا فلسطينيون وبعض الأجانب.
تم إنشاء موقع إخباري شهري يحمل إسم www.ptimes.org ولكنه لا يمت بصلة للجريدة اليومية بالإضافة إلى ذلك خلال الفترة (1999-2017) تم إنشاء موقع إعلامي تحت اسم The Palestine Times وكانت صفحته www.palestinetimes.com.
توقفت الصحيفة عن الصدور بعد ستة أشهر من صدورها في 18 مايو 2007 بسبب الصعوبات المالية.